# The Shorts
The Shorts var en popgrupp från Nederländerna. Gruppen bildades 1976, och hade 1983 en internationell hit med "Comment ça va".